# Tiia Hautala
Tiia Erika Hautala (Pori, 3 de abril de 1972) é uma atleta de heptatlo finlandesa.